# Себастјен Але
Себастјен Роман Теди Але (фр. Sébastien Romain Teddy Haller; Риз Оранжис, 22. јун 1994) фудбалер је и репрезентативац Обале Слоноваче. Тренутно игра на позицији нападача за ФК Борусију Дортмунд.

## Клупска каријера

### Осер
Себастјен Але је професионалну фудбалску каријеру започео у Осеру, 26. јуна 2011. године. Прву званичну утакмицу одиграо је 27. јула 2012. у побједи против Нима од 2:0.

### Утрехт
Але је послат на позајмицу у холандски Утрехт, 24. децембра 2014. За Утрехт је на 17 утакмица постигао 11 голова, те је од стране навијача проглашен за играча године. На крају сезоне је потписао уговор са клубом, гдје се задржао двије сезоне.

### Ајнтрахт Франкфурт
Себастјен Але 15. маја 2017. потписао четворогодишњи уговор са Ајнтрахтом из Франкфурта. У њемачком купу 2017/18. постигао је 4 гола и освојио свој први трофеј, побиједивши Бајерн са 3:1 у финалу. Але је у Бундеслиги у сезони 2018/19. постигао 15 голова и 9 асистенција у 29 утакмица, а Ајнтрахт је завршио сезону на седмом мјесту.

### Вест Хем јунајтед
Себастјен Але је 17. јула 2019. прешао у Вест Хем јунајтед за 45 милиона фунти. Деби у Премијер лиги имао је 10. августа 2019. у убједљивом поразу (0:5) од тадашњег шампиона, Манчестер ситија. Двије седмице касније, Але је постигао прва два гола за нови клуб, у побједи над Ватфордом од 3:1. Але се ипак није најбоље снашао у Вест Хему, на шта је знатно утицао долазак новог тренера, Дејвида Мојза, који је у нападу преферирао Мајкла Антонија. Гол који је постигао у ремију (1:1) против Кристал паласа, 16. децембра 2020. проглашен је голом мјесеца у Премијер лиги.

### Ајакс
Дана 8. јануара 2021. Але потписује уговор са Ајаксом, клубом којег је тада водио његов бивши тренер из Утрехта, Ерик тен Хаг. Два дана касније, Але је дебитовао за Ајакс у дербију против ПСВ-а. Резултат је био 2:2, а Але је асистирао Ентонију за изједначујући погодак. У мечу против Твентеа, 14. јануара, Але је постигао први гол за Ајакс, уписавши и једну асистенцију у побједи од 3:1. Але није наступао за Ајакс у Лиги Европе 2020/21, јер је 3. фебруара 2021. грешком изостављен са Ајаксовог списка играча за нокаут фазу. Себастјен је у свом дебију у Лиги шампиона, 15. септембра 2021. у побједи (5:1) против Спортинга из Лисабона постигао чак четири гола. Тако је постао први играч који је дао 4 гола у дебију у Лиги шампиона још од Марка ван Бастена и 1992. године. Але је постигао још један гол у сљедећој утакмици против Бешикташа и тако постао први играч у историји такмичења који је постигао 5 голова на своја прва два наступа. Ајакс се поново састао са Бешикташем, 24. новембра, а Але је био стријелац оба гола у побједи од 2:1. Але је тако поставио још један рекорд, поставши први играч у историји Лиге шампиона који је постигао 9 голова на првих 5 утакмица. Але је погодио и у посљедњној утакмици групне фазе Лиге шампиона против Спортинга, 7. децембра 2021, и тако постао тек други играч (након Кристијана Роналда у сезони 2017/18) који је дао гол на свих шест мечева групне фазе. У првој утакмици нокаут фазе Лиге шампиона против Бенфике, 23. фебруара 2022. Але је постигао аутогол у 26. минути, да би само три минуте касније био стријелац гола за 2:1. Меч је завршен резултатом 2:2, а Ајакс је у Амстердаму изгубио 0:1, чиме је завршио такмичење. Але је са Ајаксом био шампион Холандије у сезонама 2020/21. и 2021/22. Био је најбољи стријелац лиге у сезони 2021/22, постигавши 21 гол на 31 утакмици.

### Борусија Дортмунд
Себастјен Але је 6. јула 2022. потписао за Борусију Дортмунд. Дана 18. јула 2022. Але је напустио тренинг-камп клуба у Швајцарској, након што му је дијагностикован карцином тестиса. Алеу је тумор хируршки одстрањен, те је подвргнут хемиотерапијама. Вратио се тренинзима 3. јануара 2023. године, да би заиграо за нови клуб седам дана касније, у пријатељској утакмици против Фортуне Диселдорф. Але је 13. јануара постигао хет-трик за мање од осам минута у још једној пријатељској утакмици против Базела. Свој први званични наступ за Борусију, Але је забиљежио 22. јануара у лигашкој утакмици против Аугзбурга, када је ушао са клупе у 62. минути утакмице. Први званични гол за нови клуб постигао је 4. фебруара у побједи против Фрајбурга од 5:1. За Борусију је у сезони 2022/23 одиграо 22 утакмице, у којима је постигао 9 голова и 3 асистенције. Клуб из Дортмунда је сезону завршио као другопласирани, испод шампиона Бајерна из Минхена.

## Репрезентативна каријера
Але је играо за омладинску репрезентацију Француске на Свјетском првенству у фудбалу за млађе од 18 година 2011. у Мексику. Био је стријелац гола у утакмици против Аргентине. Постигао је два хет-трика у пријатељским утакмицама против Естоније, 25. марта 2015. и Обале Слоноваче, 10. новембра 2016.
У новембру 2020. Але је добио позив репрезентације Обале Слоноваче. Дебитовао је на утакмици квалификација за Афрички куп нација 2021. против Мадагаскара, 12. новембра 2020. године. У побједи од 2:1 Але је постигао један гол. Постигао је два гола у мечу квалификација за Свјетско првенство у фудбалу 2022. против Камеруна, 7. септембра 2021. Такође је био стријелац у утакмици групне фазе Афричког купа нација против репрезентације Сијера Леоне. Але се, након борбе са болешћу, вратио у репрезентацију и поново заиграо 24. марта 2023. године против Комора. У побједи од 3:1, Але је постигао један гол.
Себастјен Але је заједно са репрезентацијом учествовао на Афричком купу нација 2023. који се одржао у Обали Слоноваче. Але је постигао једини гол у полуфиналу првенства против Демократске Републике Конго, као и побједоносни гол у финалу купа против Нигерије (2:1), чиме је репрезентација Обале Слоноваче освојила Афрички куп нација, трећи пут у својој историји.

## Статистика

### Клупска статистика
Ажурирано 19. фебруара 2024.
| Клуб               | Сезона            | Лига    | Лига   | Куп     | Куп    | Европа  | Европа | Друго   | Друго  | Укупно  | Укупно |
| Клуб               | Сезона            | Наступи | Голови | Наступи | Голови | Наступи | Голови | Наступи | Голови | Наступи | Голови |
| ------------------ | ----------------- | ------- | ------ | ------- | ------ | ------- | ------ | ------- | ------ | ------- | ------ |
| Осер               | 2012/13.          | 17      | 2      | 1       | 0      | —       | —      | —       | —      | 18      | 2      |
| Осер               | 2013/14.          | 25      | 4      | 3       | 2      | —       | —      | —       | —      | 28      | 6      |
| Осер               | 2014/15.          | 8       | 0      | 3       | 0      | —       | —      | —       | —      | 11      | 0      |
| Осер               | Укупно            | 50      | 6      | 7       | 2      | —       | —      | —       | —      | 57      | 8      |
| Утрехт (позајмица) | 2014/15.          | 17      | 11     | —       | —      | —       | —      | —       | —      | 17      | 11     |
| Утрехт             | 2015/16.          | 33      | 17     | 5       | 5      | —       | —      | 4       | 2      | 42      | 24     |
| Утрехт             | 2016/17.          | 32      | 13     | 3       | 1      | —       | —      | 4       | 2      | 39      | 16     |
| Утрехт             | Укупно            | 82      | 41     | 8       | 6      | —       | —      | 8       | 4      | 98      | 51     |
| Ајнтрахт Франкфурт | 2017/18.          | 31      | 9      | 5       | 4      | —       | —      | —       | —      | 36      | 13     |
| Ајнтрахт Франкфурт | 2018/19.          | 29      | 15     | 1       | 0      | 10      | 5      | 1       | 0      | 41      | 20     |
| Ајнтрахт Франкфурт | Укупно            | 60      | 24     | 6       | 4      | 10      | 5      | 1       | 0      | 77      | 33     |
| Вест Хем јунајтед  | 2019/20.          | 32      | 7      | 3       | 0      | —       | —      | —       | —      | 35      | 7      |
| Вест Хем јунајтед  | 2020/21.          | 16      | 3      | 3       | 4      | —       | —      | —       | —      | 19      | 7      |
| Вест Хем јунајтед  | Укупно            | 48      | 10     | 6       | 4      | —       | —      | —       | —      | 54      | 14     |
| Ајакс              | 2020/21.          | 19      | 11     | 4       | 2      | —       | —      | —       | —      | 23      | 13     |
| Ајакс              | 2021/22.          | 31      | 21     | 3       | 2      | 8       | 11     | 1       | 0      | 43      | 34     |
| Ајакс              | Укупно            | 50      | 32     | 7       | 4      | 8       | 11     | 1       | 0      | 66      | 47     |
| Борусија Дортмунд  | 2022/23.          | 19      | 9      | 1       | 0      | 2       | 0      | —       | —      | 22      | 9      |
| Борусија Дортмунд  | 2023/24.          | 11      | 0      | 1       | 2      | 2       | 0      | —       | —      | 14      | 2      |
| Борусија Дортмунд  | Укупно            | 30      | 9      | 2       | 2      | 4       | 0      | —       | —      | 36      | 11     |
| Укупно у каријери  | Укупно у каријери | 320     | 122    | 36      | 22     | 22      | 16     | 10      | 4      | 388     | 164    |

### Репрезентативна статистика
Ажурирано 19. фебруара 2024.
| Репрезентација  | Година | Наступи | Голови |
| --------------- | ------ | ------- | ------ |
| Обала Слоноваче | 2020.  | 2       | 1      |
| Обала Слоноваче | 2021.  | 6       | 2      |
| Обала Слоноваче | 2022.  | 7       | 1      |
| Обала Слоноваче | 2023.  | 7       | 4      |
| Обала Слоноваче | 2024.  | 4       | 2      |
| Укупно          | Укупно | 26      | 10     |

| Број | Датум              | Стадион                                              | Наступ | Противник    | Гол за | Коначан резултат | Такмичење                                           | Реф.   |
| ---- | ------------------ | ---------------------------------------------------- | ------ | ------------ | ------ | ---------------- | --------------------------------------------------- | ------ |
| 1    | 12. новембар 2020. | Национални стадион, Абиџан, Обала Слоноваче          | 1      | Мадагаскар   | 2:0    | 2:1              | Квалификације за Афрички куп нација 2021.           | [ 69 ] |
| 2    | 6. септембар 2021. | Национални стадион, Абиџан, Обала Слоноваче          | 6      | Камерун      | 1:0    | 2:1              | Квалификације за Свјетско првенство у фудбалу 2022. | [ 70 ] |
| 3    | 6. септембар 2021. | Национални стадион, Абиџан, Обала Слоноваче          | 6      | Камерун      | 2:0    | 2:1              | Квалификације за Свјетско првенство у фудбалу 2022. | [ 70 ] |
| 4    | 16. јануар 2022.   | Стадион Јапома, Дуала, Камерун                       | 10     | Сијера Леоне | 1:0    | 2:2              | Афрички куп нација 2021.                            | [ 71 ] |
| 5    | 24. март 2023.     | Стадион Буаке, Буаке, Обала Слоноваче                | 16     | Комори       | 2:0    | 3:1              | Квалификације за Афрички куп нација 2023.           | [ 65 ] |
| 6    | 14. октобар 2023.  | Стадион „Феликс Уфуе-Боањи”, Абиџан, Обала Слоноваче | 19     | Мароко       | 1:0    | 1:1              | пријатељска утакмица                                | [ 72 ] |
| 7    | 17. октобар 2023.  | Стадион „Феликс Уфуе-Боањи”, Абиџан, Обала Слоноваче | 20     | Јужна Африка | 1:1    | 1:1              | пријатељска утакмица                                | [ 73 ] |
| 8    | 17. новембар 2023. | Национални стадион, Абиџан, Обала Слоноваче          | 21     | Сејшели      | 1:0    | 9:0              | Квалификације за Свјетско првенство у фудбалу 2026. | [ 74 ] |
| 9    | 7. фебруар 2024.   | Стадион „Аласан Уатара”, Абиџан, Обала Слоноваче     | 25     | ДР Конго     | 1:0    | 1:0              | Афрички куп нација 2023.                            | [ 75 ] |
| 10   | 11. фебруар 2024.  | Стадион „Аласан Уатара”, Абиџан, Обала Слоноваче     | 26     | Нигерија     | 2:1    | 2:1              | Афрички куп нација 2023.                            | [ 76 ] |